# Întreprinderi mici și mijlocii
Întreprinderile mici și mijlocii (prescurtat IMM) sunt companiile care au cifra de afaceri și numărul de salariați sub o anumită limită.
În România, întreprinderile mici și mijlocii sunt definite, conform Legii nr.346/2004, ca fiind acele întreprinderi care îndeplinesc cumulativ următoarele condiții:
- au un număr mediu anual de salariați mai mic de 250;
- realizează o cifra de afaceri anuală echivalentă cu până la 8 milioane de euro sau au un rezultat anual al bilanțului contabil care nu depășește echivalentul în lei a 50 milioane euro;[1]
- respecta criteriul de independență, în sensul că nu sunt deținute în proporție de peste 25% din capitalul social sau din drepturile de vot de către o altă întreprindere ori de mai multe întreprinderi împreună, care nu fac parte din categoria întreprinderilor mici și mijlocii.

În anul 2007, IMM-urile realizau aproximativ 70% din produsul intern brut al României. 